# 柳沢信鴻

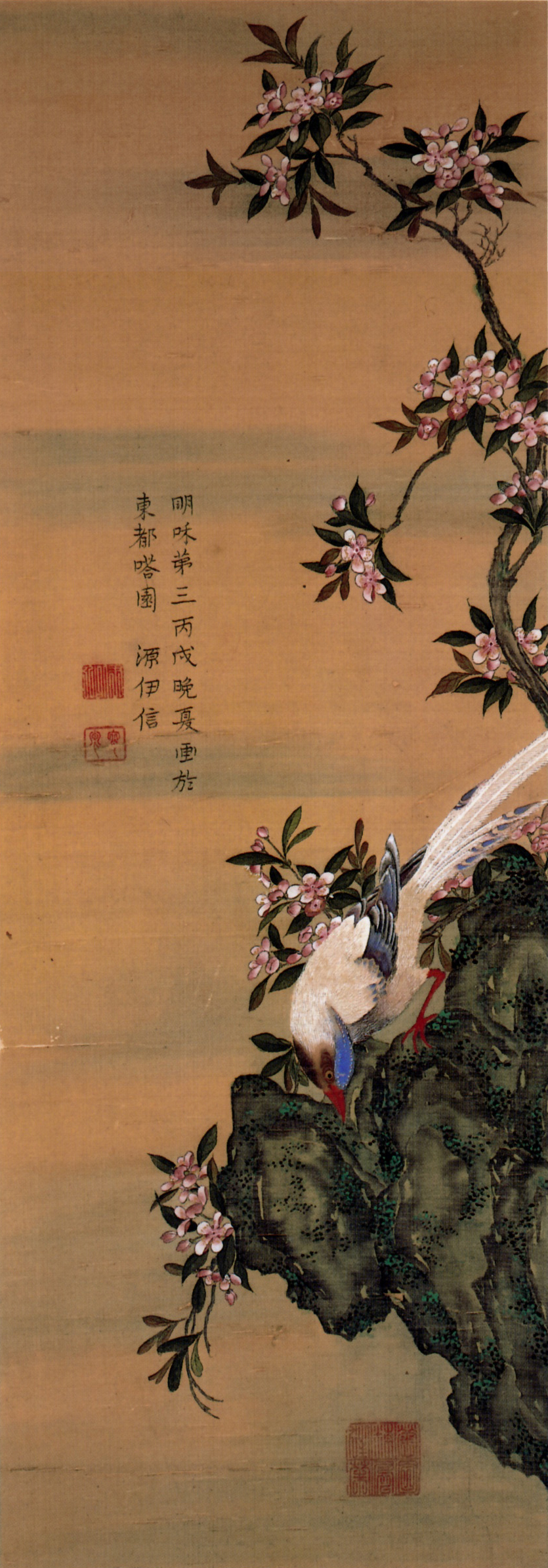
海棠小禽図 伊信筆 1766年 絹本着色

柳沢 信鴻（やなぎさわ のぶとき）は、江戸時代中期の大名。大和国郡山藩の第2代藩主。郡山藩柳沢家3代。初代藩主柳沢吉里の4男。

## 信鴻の日記
隠居後に祖父の吉保が築いた江戸六義園に居住した。亡くなる間際まで『宴遊日記』・『松鶴日記』と呼ばれる日記を毎日欠かさず書き残した。天明・寛政期の政治社会状況が克明に記されているだけでなく、毎日の江戸（南関東）の天候が記されていることから、近年では天明の大飢饉の原因となった天候不順の実態解明にも役立てられている。
また六義園では、女中たちを選んで女歌舞伎を演じさせた。

## 年譜
- 1724年（享保9年）：吉里の四男として生まれる。
- 1737年（元文2年）：将軍初御目見
- 1738年（元文3年）：帝鑑間詰
- 1745年（延享2年）：吉里死去、柳沢家相続
- 1773年（安永2年）：隠居（10月3日）、六義園で隠居生活を送る。
- 1785年（天明5年）：出家
- 1792年（寛政4年）：死去、享年69

## 官位位階
- 1738年（元文3年）：従四位下、美濃守
- 1773年（安永2年）：左兵衛尉

## 関連書籍
- 「宴遊日記」『日本庶民文化史料集成 第13巻　芸能記録２』芸能史研究会 編. 三一書房, 1977.7
- 小野佐和子『六義園の庭暮らし 柳沢信鴻『宴遊日記』の世界』平凡社, 2017.7
- 是澤博昭『六義園・柳沢家の雛祭 『宴遊日記』にみる江戸の人形文化』ミネルヴァ書房, 2022.1